# Genillé
Genillé är en kommun i departementet Indre-et-Loire i regionen Centre-Val de Loire i de centrala delarna av Frankrike. Kommunen ligger i kantonen Montrésor som tillhör arrondissementet Loches. År 2022 hade Genillé 1 508 invånare.

## Befolkningsutveckling
Antalet invånare i kommunen Genillé
Referens:INSEE